# Les Contamines
Ne doit pas être confondu avec Les Contamines-Montjoie.
Pour les articles homonymes, voir Contamine.
Les Contamines est une station de sports d'hiver du massif du Mont-Blanc, située sur le territoire communal des Contamines-Montjoie, dans le département de la Haute-Savoie en région Auvergne-Rhône-Alpes. Le domaine skiable des Contamines est associé avec celui de la station d'Hauteluce - Val Joly. Il fait partie d'Évasion Mont-Blanc, sans que son domaine skiable y soit relié.

## Géographie

### Localisation
La station est installée dans le Val Montjoie, qui constitue la bordure sud-ouest du massif du Mont-Blanc.

## Nom de la station
Le nom « Contamine » vient du nom latin condominium signifiant « domaine commun ». Le nom des Contamines est également celui de l'ancienne paroisse puis commune, auquel a été associé au toponyme Montjoie, le nom du val, en septembre 1949.

## Histoire
Le développement touristique du village des Contamines remonte au XIXe siècle avec l'existence d'une compagnie des guides. Le tourisme hivernal prend son essor à partir des années 1940 avec l'aménagement de remontées mécaniques.
La liaison avec le domaine d'Hauteluce s'effectue au début des années 1980 avec la création d'un télésiège.

## La station

### Promotion et positionnement
La station a obtenu plusieurs labels « Station village » ; « Site nordique » et « Nouvelles glisses ».

### Hébergement et restauration
En 2014, la capacité d'accueil de la station, estimée par l'organisme Savoie-Mont-Blanc, est de 15 931 lits touristiques répartis dans 2 728 établissements. Les hébergements se répartissent comme suit : 386 meublés ; 3 résidences de tourisme ; 6 hôtels ;  3 structures d'hôtellerie de plein air ; 6 centres ou villages de vacances/auberges de jeunesse ; 8 refuges ou gîtes d'étape et une chambre d'hôtes.

## Domaine skiable et gestion

### Le domaine
Le domaine skiable des Contamines est composé de quatre secteurs : Village, Montjoie, Roselette et Tierces. Il forme un plus grand avec celui situé sur le versant de la commune d'Hauteluce (secteur Hauteluce - Val Joly), dans le département de la Savoie.
Sans y être relié sur le terrain, il fait partie d'Évasion Mont-Blanc, qui réunit six autres stations haut-savoyardes.
La station possède également un domaine nordique permettant la pratique du ski de fond ainsi que du biathlon. Ce domaine est équipé en 2019 d'une piste goudronnée permettant la pratique estivale à l'aide de rollerskis.

#### Les remontées mécaniques

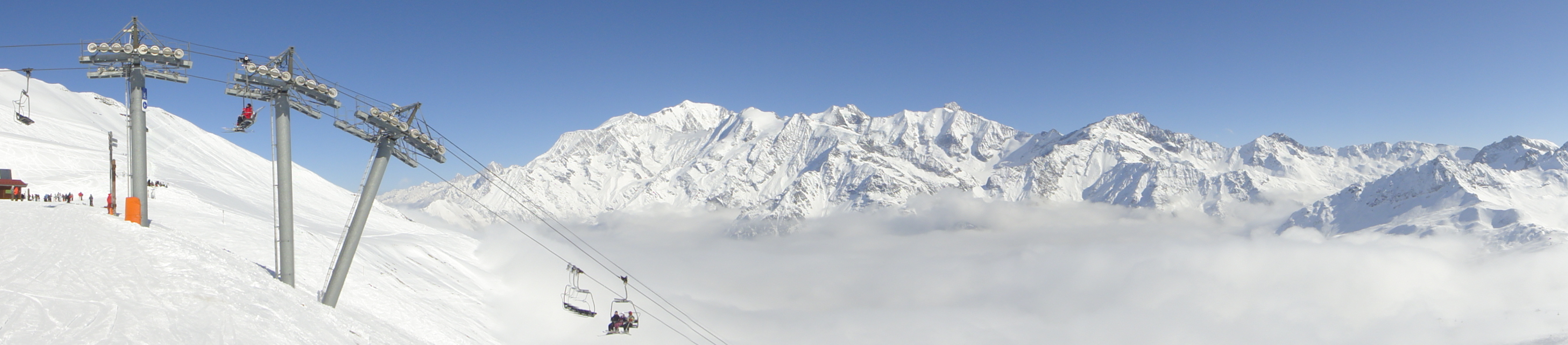
Le télésiège des Tierces, et le massif du Mont Blanc.

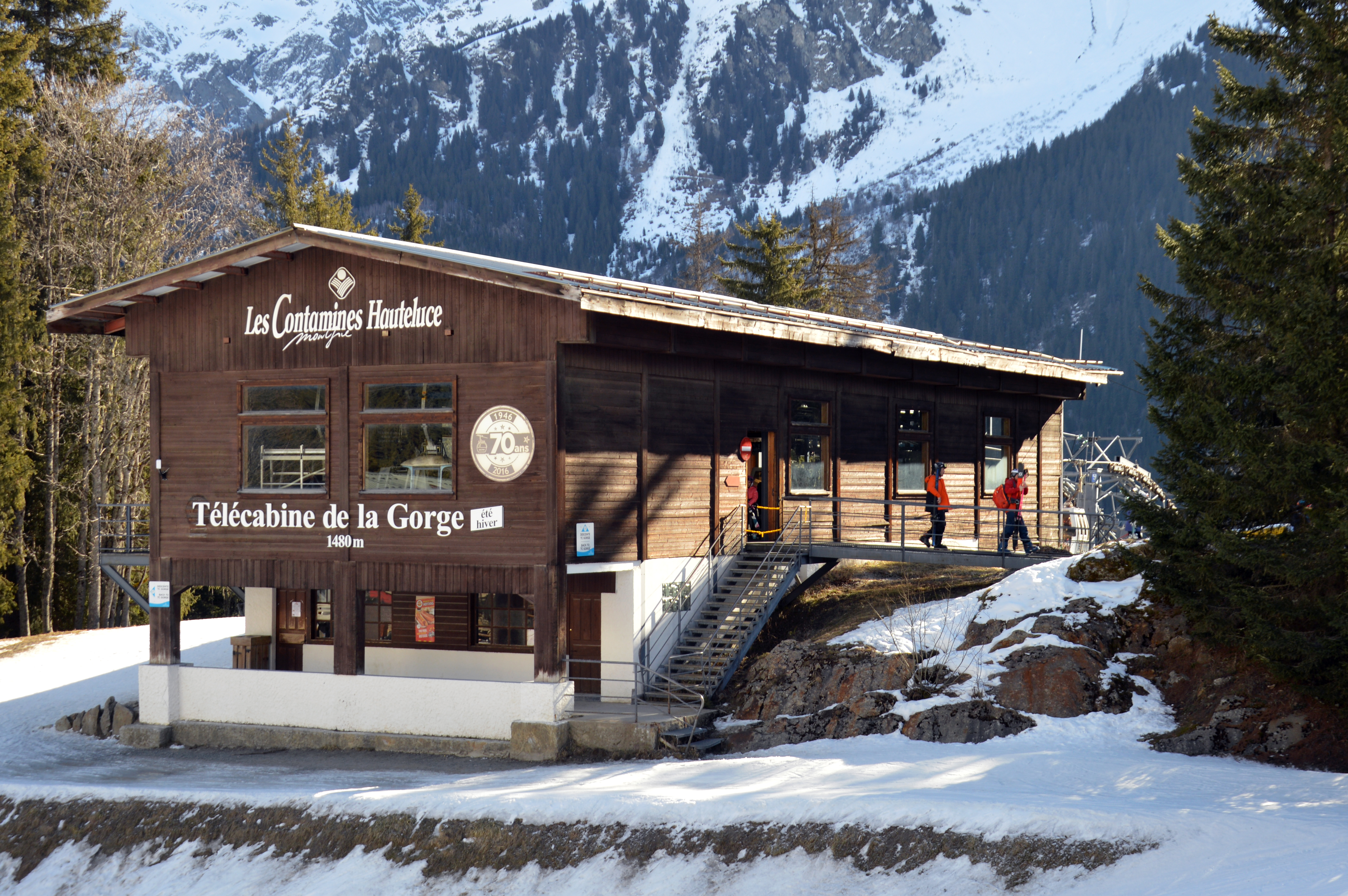
La gare amont de la Télécabine de la Gorge en mars 2025.

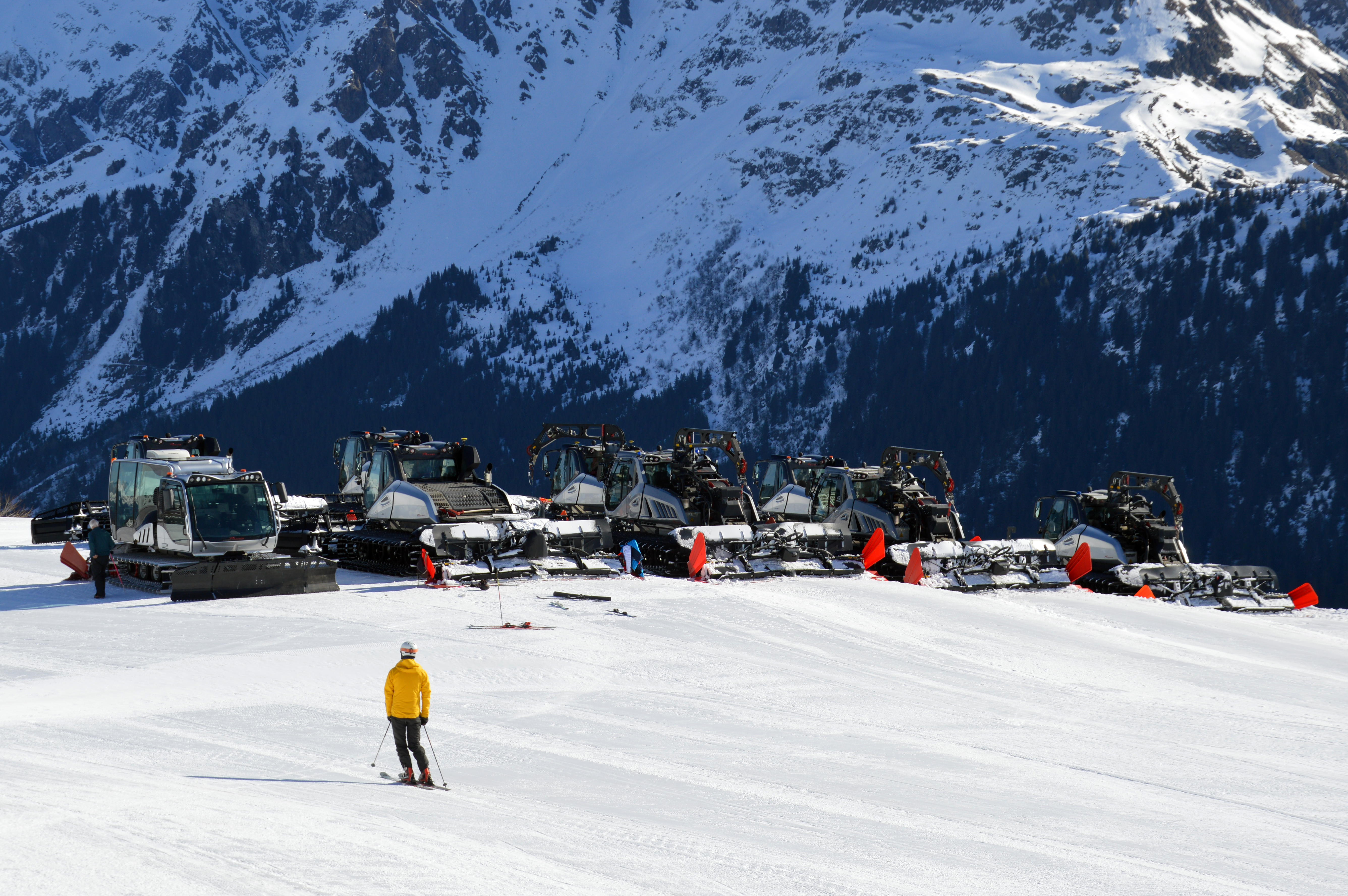
Des dameuses au bord de la piste.

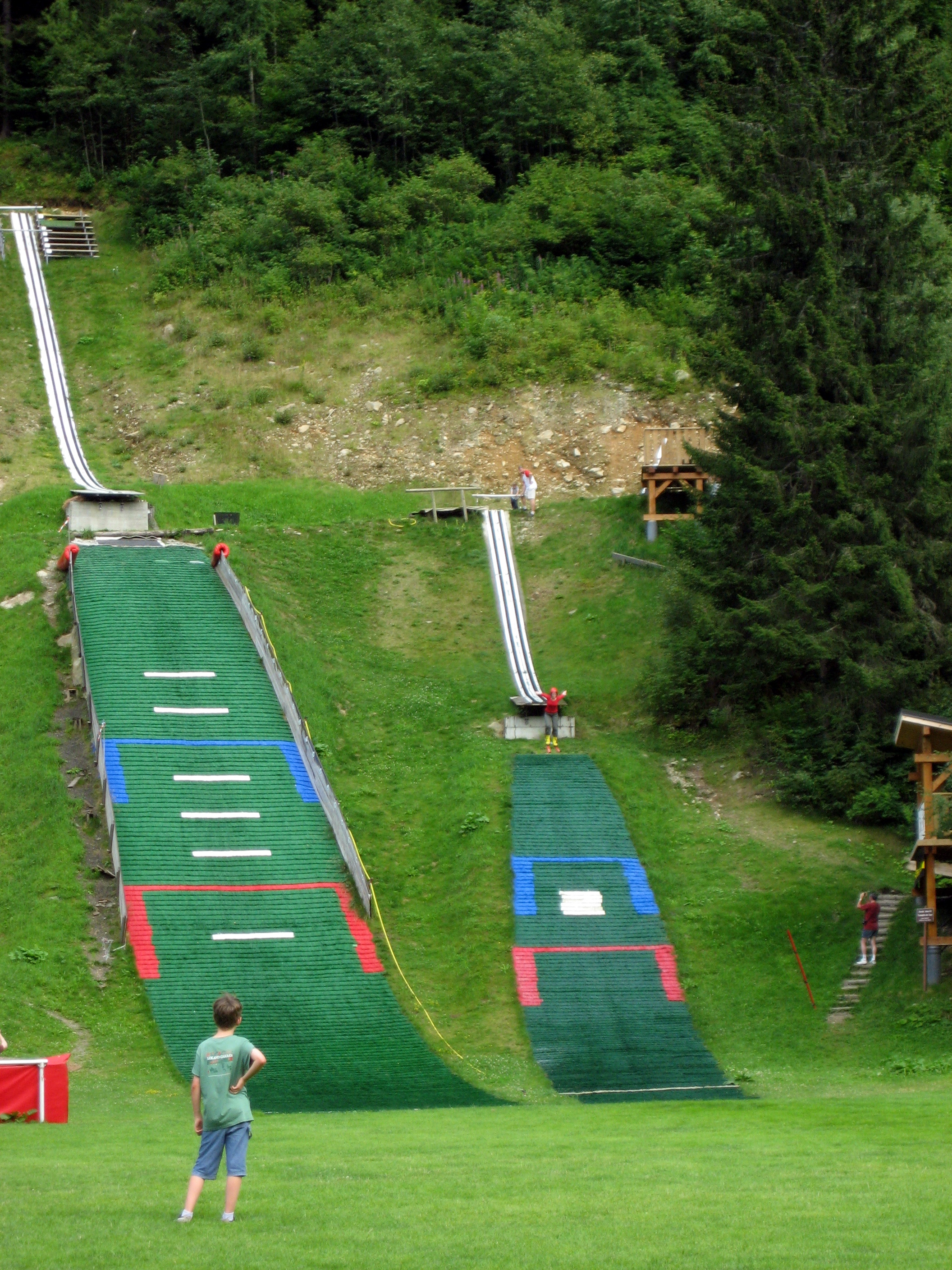
Les tremplins d'été.

Le domaine alpin comporte 48 pistes entre 1 200 mètres proche du village et 2 500 mètres d'altitude à l'Aiguille Croche.
Ce domaine est partagé en cinq secteurs : Village, Montjoie, Roselette, Tierces et Hauteluce, ce dernier étant situé sur la commune de Hauteluce. Plusieurs lieux sont des passages principaux qui permettent de desservir tous les secteurs : L'Étape, Le Signal, Jonction, et La Ruelle.
L'accès se fait par quatre télécabines :
- les télécabines de Montjoie ou de la Gorge pour rejoindre L'Étape depuis le Val-Montjoie ;
- puis la télécabine du Signal ;
- la télécabine de la Ruelle pour monter du hameau de Belleville, commune d'Hauteluce.

Ce domaine skiable est également desservi par huit télésièges (dont le télésiège de Jonction) et douze téléskis.

#### Domaine nordique
Les pistes de ski de fond représentent jusqu'à trente six kilomètres en fonction de l'enneigement, à une altitude d'environ 1 200 mètres. La piste de rollerski est longue de trois kilomètres.
Le domaine dispose d'un pas de tir de biathlon.
Il y a aux Contamines deux tremplins de saut à ski, l'un équipé pour la pratique estivale à la base de loisir du Pontet, l'autre pour la pratique sur neige au Nivorin.

### Compétitions
Des épreuves de skicross de la Coupe du monde de ski acrobatique ont régulièrement lieu aux Contamines entre 2002 et 2013, ainsi que des épreuves de Coupe du monde de télémark en mars 2012 et décembre 2013.
Les championnats du monde juniors de télémark de 2016 se sont déroulés aux Contamines.
Les épreuves de ski de fond des championnats de France de ski nordique 2013 ont eu lieu aux Contamines, du 30 mars au 1er avril 2013, ainsi que les championnats de France de biathlon 2013.
Les championnats de France de ski de fond et de biathlon prévus en 2020, sont reportés en mars 2021 pour cause de Covid 19.